# 触须阔蕊兰
触须阔蕊兰（学名：[Peristylus tentaculatus] 错误：{{Lang}}：文本有斜体标记（帮助））为兰科阔蕊兰属下的一个种。

## 扩展阅读
- 維基物種上的相關：触须阔蕊兰